# Elessandra Dartora
Elessandra Cristina Dartora de Carvalho é uma ex-modelo (profissão) e pedagoga brasileira. Foi eleita Miss Brasil Mundo em 1995, representando o Paraná.
Disputou o concurso de Miss Mundo, realizado em 18 de novembro de 1995 em Sun City, África do Sul, porém não obteve classificação.
Atualmente Elessandra é professora pedagoga especialista em psicopedagogia, casada e tem dois filhos. Recebeu a Medalha Willy Barth em reconhecimento pelos serviços prestados à coletividade e por sua contribuição para o município de Toledo.